# West Horsley Place

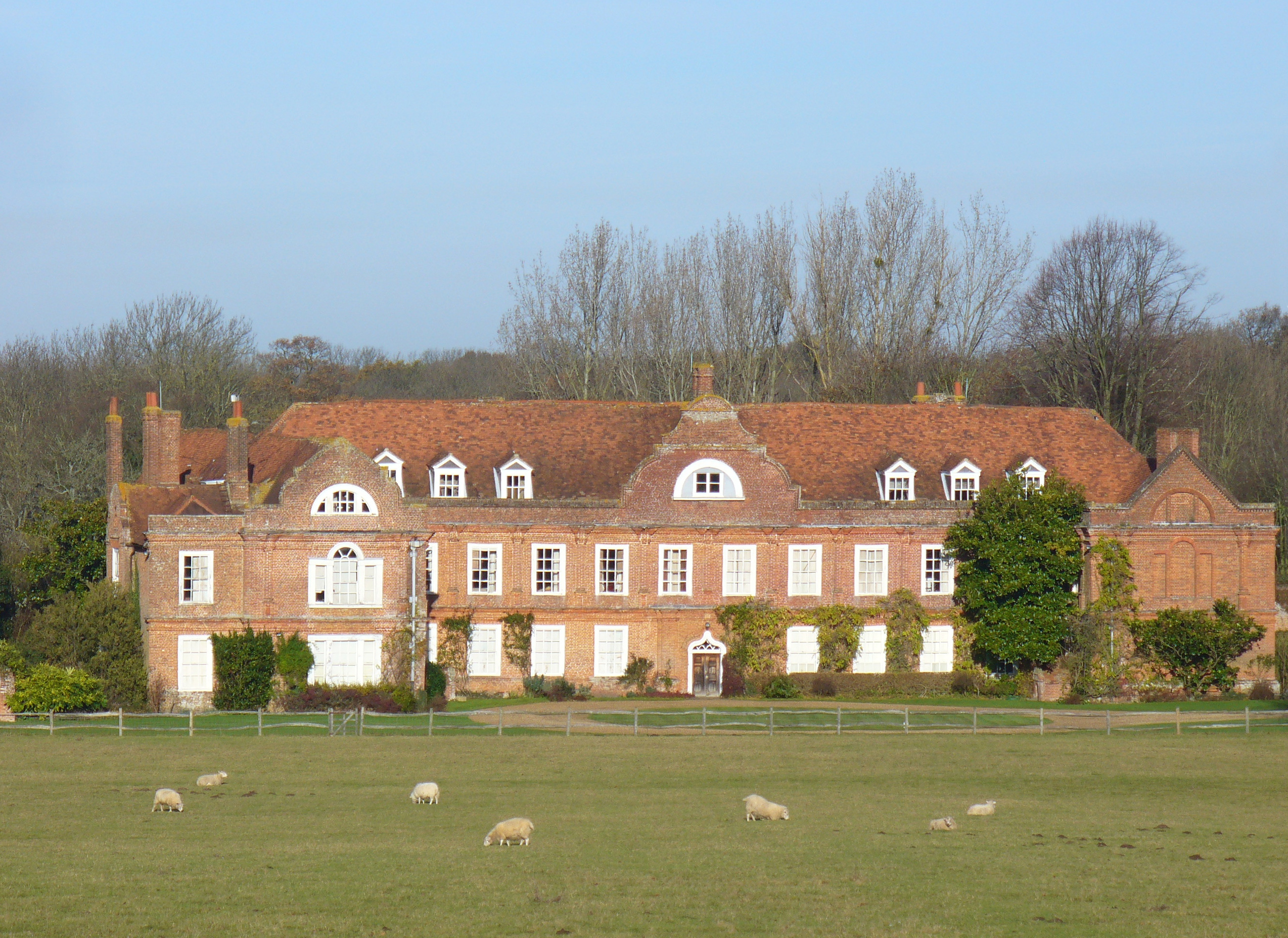
West Horsley Place: Bauwerk aus dem 15. Jahrhundert mit einer Mitte des 17. Jahrhunderts erneuerten Fassade

West Horsley Place ist ein Grade-I-Bauwerk in West Horsley, Surrey, England. Auf dem Anwesen gibt es acht weitere Bauwerke im Grade II, darunter ein Hundezwinger aus der Mitte des 19. Jahrhunderts.

## Geschichte
Die Ursprünge des Gebäudes gehen zurück auf das Jahr 1425. Es wurde aus rotem Backstein gebaut, die Galerie im Westflügel wurde später in zusätzliche Schlafzimmer umgebaut. Das Haus hat insgesamt 50 Schlafzimmer. Im 16. Jahrhundert gehörte es John, Lord Berners, der die erste englische Übersetzung von Froissarts Chroniken anfertigte und später dem Earl of Lincoln. Es gehörte im 19. Jahrhundert Henry Currie, der von 1847 bis 1852 konservatives Parlamentsmitglied für den Wahlkreis Guildford war. Als die spätere Eigentümerin Laura Mart Fielder 1908 verstarb und dem King’s College, Cambridge £3000 hinterließ, wurde West Horsley Place mit £62.536 bewertet.
1931 wurde das Anwesen erworben von Robert Crewe-Milnes, 1. Marquess of Crewe und dessen Frau. Crewe starb 1945, seine Frau Peggy (geborene Primrose, † 1967) hinterließ es der Tochter Mary Innes-Ker, Duchess of Roxburghe (1915–2014). Diese verschloss es weitgehend und lebte in einem fünf Zimmer umfassenden Bereich des Hauses.
Als die Duchess 2014 im Alter von 99 Jahren verstarb, erbte ihr damals achtzigjähriger Großneffe, der Autor und Fernsehmoderator Bamber Gascoigne, das Anwesen. Die Duchess war zwar kinderlos, hatte aber zahlreiche Großnichten und Großneffen. Gascoigne war überrascht, dass seine Großtante ihm das Anwesen hinterließ. Um Finanzmittel zur Restaurierung des etwas heruntergekommenen 50-Zimmer-Anwesens aufzubringen, ließ Gascoigne den Besitz der Duchess von Sotheby’s in London und Genf versteigern. Man erlöste mit 8,8 Millionen Pfund das vierfache dessen, was ursprünglich erwartet wurde.

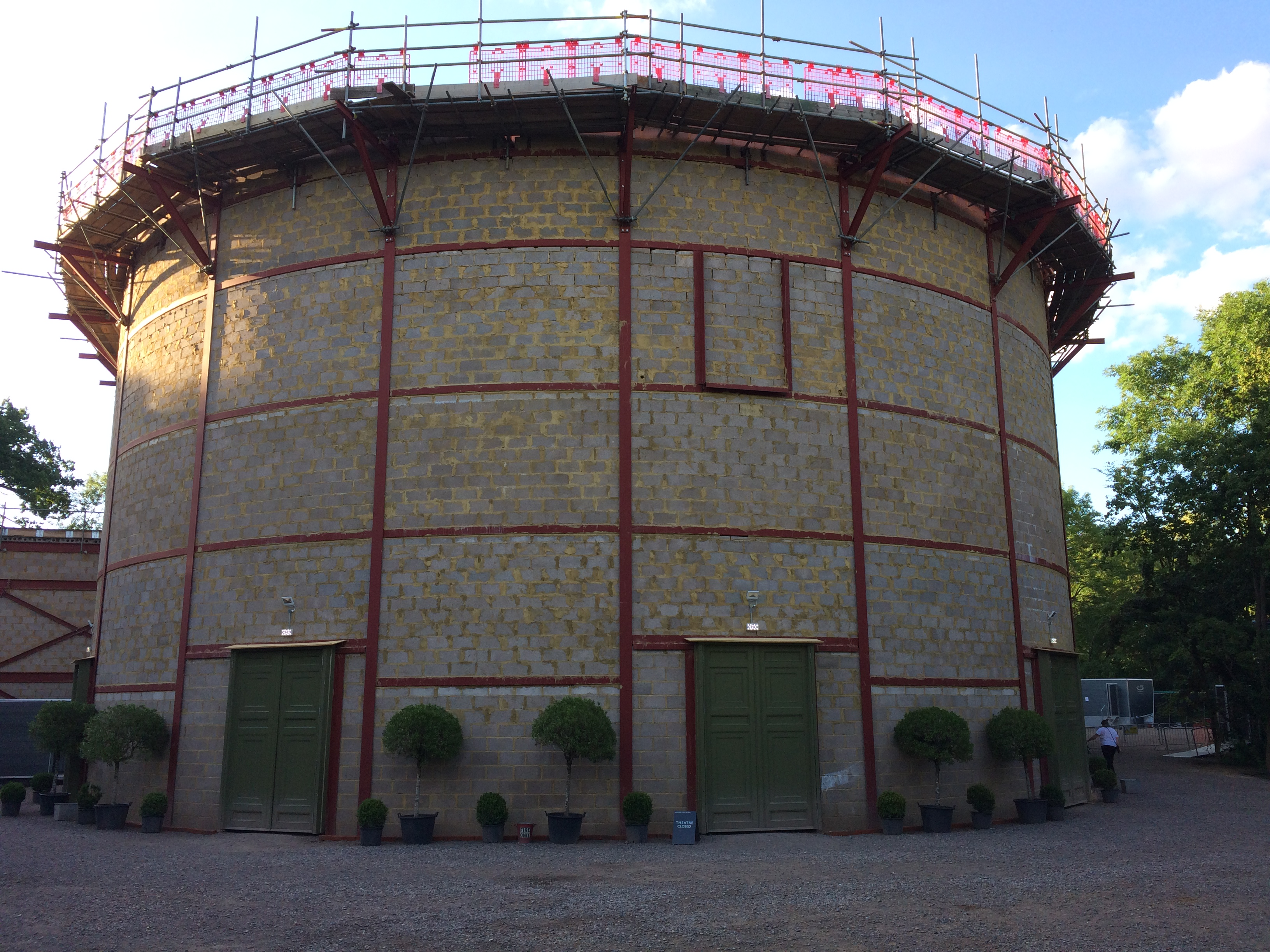
Grange Park Opera, Surrey, Juli 2017

## Grange Park Opera
Grange Park Opera hat einen auf 99 Jahr abgeschlossenen Pachtvertrag für ein für diesen Zweck auf dem Anwesen errichtetes Theater mit 750 Plätzen.
Der Bauantrag für das Theater nach einem Entwurf von Tim Ronalds stieß zunächst auf Opposition, doch wurde er im Mai 2016 durch den Guildford Borough Council genehmigt. Architektonisches Vorbild für die Architekten war der „Hufeisenbau“ der Mailänder Scala. Grange Park Opera ist der erste Neubau eines Opernhauses im Vereinigten Königreich im 21. Jahrhundert.
Die Eröffnungsaufführung fand am 9. Juni 2017 mit Puccinis Oper Tosca statt. Es spielte das BBC Concert Orchestra unter Leitung von Gianluca Marcianò, Joseph Calleja sang den Cavaradossi und Ekaterina Metlova die Titelrolle.

## West Horsley Placeim Film
In dem Haus wurde ein Großteil des 2015 von ITV ausgestrahlten Fernsehfilmes Harry Price: Ghost Hunter gedreht.
West Horsley Place diente in Roger Michells Verfilmung des Romans Meine Cousine Rachel von 2017 als Wohnsitz der Ashleys.

## Belege
1. 1 2  West Horsley Place [1188949]. In: National Heritage List for England. Historic England, abgerufen am 22. Oktober 2016 (englisch).
2. ↑  West Horsley Place. Abgerufen am 23. Oktober 2016.
3. ↑  Dog Kennel to South East of West Horsley Place – 1029319. Historic England, abgerufen am 23. Oktober 2016.
4. 1 2  H. E. Malden: Parishes: West Horsley. In: The Victoria history of the county of Surrey (= A history of the county of Surrey. = Victoria history of the counties of England). Band 3. Constable, London 1911, OCLC 271084469, S. 353–357 (british-history.ac.uk [abgerufen am 16. November 2016]).
5. ↑  John Pickford:  Grange Park Opera’s new £10m plot In: Financial Times, 30. März 2016. Abgerufen am 23. Oktober 2016
6. ↑  Edward Wedlake Brayley, John Britton: A topographical history of Surrey, by E.W. Brayley assisted by J. Britton and E.W. Brayley, jun. The geological section by G. Mantell. 1841, S. 95 (books.google.com).
7. ↑  The British Newspaper Archive: Artikel. In: Manchester Courier and Lancashire General Advertiser. British Newspaper Archive, 22. Juni 1908, S. 6, abgerufen am 16. November 2016 (Zugriff nur über Registrierung möglich).
8. ↑  ROXBURGHE, – Deaths Announcements. Telegraph Announcements, abgerufen am 23. Oktober 2016.
9. 1 2 3 4 5  Hannah Furness: Bamber Gascoigne to save 500-year-old manor after ‘accidental’ inheritance. In: The Telegraph. 21. März 2015 (co.uk).
10. ↑  Bamber Gascoigne raises £8.8m from West Horsley auctions. BBC-News, 29. Mai 2015, abgerufen am 23. Oktober 2016.
11. ↑  Tim Ronalds Architects, Grange Park Opera House abgerufen am 28. Februar 2018
12. ↑  Mark Edwards: New opera house gets go-ahead as Joanna Lumley lends support. 20. Mai 2016, abgerufen am 23. Oktober 2016.
13. ↑  David Carlin: Grange Park Opera’s inaugural Tosca, bachtrack.com, abgerufen am 28. Februar 2018
14. ↑  Caroline Westbrook:  Here’s why you won’t want to miss ITV’s spooky new drama Harry Price: Ghost Hunter In: Metro, 27. Dezember 2015. Abgerufen am 23. Oktober 2016